# Seznam krakovských knížat

Znak Krakovského knížectví

Toto je seznam krakovských knížat vládnoucích v Krakovském knížectví od roku 1138 až do jeho začlenění do Polského království, nově vzniklého roku 1320.

## Seniorátní krakovská knížata

### Piastovci
| Vláda     | panovník               | příbuzenství                   | poznámky        |
| --------- | ---------------------- | ------------------------------ | --------------- |
| 1138-1146 | Vladislav II. Vyhnanec | syn Boleslava III. Křivoústého | sesazen, † 1159 |
| 1146-1173 | Boleslav IV. Kadeřavý  | syn Boleslava III. Křivoústého |                 |
| 1173-1177 | Měšek III. Starý       | syn Boleslava III. Křivoústého | sesazen         |

## Svrchovaná krakovská knížata

### Piastovci
| Vláda     | panovník                 | příbuzenství                   | poznámky                 |
| --------- | ------------------------ | ------------------------------ | ------------------------ |
| 1177-1191 | Kazimír II. Spravedlivý  | syn Boleslava III. Křivoústého | sesazen                  |
| 1191      | Měšek III. Starý         | syn Boleslava III. Křivoústého | ‘‘‘podruhé’’’, sesazen   |
| 1191-1194 | Kazimír II. Spravedlivý  | syn Boleslava III. Křivoústého | ‘‘‘podruhé’’’            |
| 1194-1198 | Lešek I. Bílý            | syn Kazimíra II.               | sesazen                  |
| 1198-1199 | Měšek III. Starý         | syn Boleslava III. Křivoústého | ‘‘‘potřetí’’’, abdikoval |
| 1199      | Lešek I. Bílý            | syn Kazimíra II. Spravedlivého | ‘‘‘podruhé’’’, sesazen   |
| 1199-1202 | Měšek III. Starý         | syn Boleslava III. Křivoústého | ‘‘‘počtvrté’’’           |
| 1202-1206 | Vladislav III. Tenkonohý | syn Měška III. Starého         | sesazen                  |
| 1206-1210 | Lešek I. Bílý            | syn Kazimíra II. Spravedlivého | ‘‘‘potřetí’’’, sesazen   |
| 1210-1211 | Měšek IV. Křivonohý      | syn Vladislava II. Vyhnance    |                          |
| 1211-1225 | Lešek I. Bílý            | syn Kazimíra II. Spravedlivého | ‘‘‘počtvrté’’’           |
| 1225      | Jindřich I. Bradatý      | vnuk Vladislava II. Vyhnance   | sesazen                  |
| 1225-1227 | Lešek I. Bílý            | syn Kazimíra II. Spravedlivého | popáté, zavaržděn        |

## Knížatakrakovská
| Vláda     | panovník                    | příbuzenství                                | poznámky                                                                    |
| --------- | --------------------------- | ------------------------------------------- | --------------------------------------------------------------------------- |
| 1228-1229 | Vladislav III. Tenkonohý    | syn Měška III. Starého                      | ‘‘‘podruhé’’’, sesazen, † 1231                                              |
| 1229      | Jindřich I. Bradatý         | vnuk Vladislava II. Vyhnance                | ‘‘‘podruhé’’’                                                               |
| 1229-1231 | Konrád I. Mazovský          | syn Kazimíra II.,                           | sesazen                                                                     |
| 1231-1238 | Jindřich I. Bradatý         | vnuk Vladislava II. Vyhnance                | ‘‘‘potřetí’’’                                                               |
| 1238-1241 | Jindřich II. Pobožný        | syn Jindřicha I.                            |                                                                             |
| 1241      | Boleslav II. Lysý (Rohatka) | syn Jindřicha II.                           | sesazen, † 1278                                                             |
| 1241-1243 | Konrád I. Mazovský          | syn Kazimíra II. Spravedlivého              | ‘‘‘podruhé’’’, sesazen, † 1247                                              |
| 1243-1279 | Boleslav V. Stydlivý        | syn Leška I.                                |                                                                             |
| 1279-1288 | Lešek II. Černý             | vnuk Konráda I., adoptivní syn Boleslava V. |                                                                             |
| 1288      | Boleslav II. (VI.) Mazovský | vnuk Konráda I.                             | sesazen po několika měsících                                                |
| 1288-1289 | Jindřich IV. Probus         | vnuk Jindřicha II.                          | ‘‘‘podruhé’’’                                                               |
| 1289      | Boleslav II. (VI.) Mazovský | vnuk Konráda I.                             | ‘‘‘podruhé’’’, obsadil Krakov pod vládou Jindřicha IV. po několika měsících |
| 1289      | Vladislav Lokýtek           | bratr Leška II.                             |                                                                             |
| 1289-1290 | Jindřich IV. Probus         | vnuk Jindřicha II.                          | ‘‘‘podruhé’’’                                                               |
| 1290-1291 | Přemysl II. Velkopolský     | potomek Měška III. čtvrtého stupně          | sesazen, polským kálem v letech 1295-1296, † 1296                           |

### DynastiePřemyslovců
| Vláda     | panovník    | příbuzenství     | poznámky                               |
| --------- | ----------- | ---------------- | -------------------------------------- |
| 1291-1305 | Václav II.  | zeť Přemysla II. | král český, od roku 1300 polským kálem |
| 1305-1306 | Václav III. | syn Václava II.  | kálem českým a polským                 |

### Piastovci
| Vláda     | panovník                                                 | příbuzenství                                             | poznámky                                                 |
| --------- | -------------------------------------------------------- | -------------------------------------------------------- | -------------------------------------------------------- |
| 1306-1320 | Vladislav I. Lokýtek                                     | bratr Leška Černého                                      | ‘‘‘podruhé’’’, polským kálem od roku 1320                |
| 1320      | sjednocení polských území se vznikem Polského království | sjednocení polských území se vznikem Polského království | sjednocení polských území se vznikem Polského království |

## Polské království
Sjednocení rozdělených území do jednoho Polského státu v roce 1320